# Parc aux étoiles
 (mars 2023).
Si vous disposez d'ouvrages ou d'articles de référence ou si vous connaissez des sites web de qualité traitant du thème abordé ici, merci de compléter l'article en donnant les références utiles à sa vérifiabilité et en les liant à la section « Notes et références ».
Le Parc aux étoiles, CCSTI des Yvelines (fondé par Jean-Paul Trachier, également fondateur de l'observatoire de Triel-sur-Seine) est une exposition sur l'astronomie et l'exploration spatiale installé à Triel-sur-Seine dans le parc du château de la Tour. 
Le Parc aux étoiles accueil des publics individuels et des groupes constitués (scolaires, périscolaires, CE, etc.) Les activités proposées sur site sont les visites commentée de l'espace muséographique, les ateliers scientifiques et les stages scientifiques des vacances. Lors d'événements particulier ou de journées internationales, l'équipe de médiation du Parc aux étoiles propose parfois des conférences, des soirées d'observation ou des challenges. 
Depuis 2020, l'établissement est également doté d'un dispositif d'animation itinérant le véhicule Léonard qui permet aux médiateurs scientifique d'investir les communes et espaces culturels mis à disposition du Parc aux étoiles pour proposer des séances de planétarium, des ateliers scientifiques, des conférences et des soirées d'observation du ciel nocturne.

## Présentation
Le Parc aux Etoiles possède notamment la plus grande lunette astronomique de France (310 mm) ouverte aux observations publiques. Des dioramas, maquettes en trois dimensions, donnent l'illusion du mouvement et de la réalité : 22 000 étoiles en couleurs et en trois dimensions, et une trentaine de vitrines en lumière noire. Les dioramas présentent un tableau assez complet de l'exploration et de la recherche spatiale, du Big-Bang aux explorations futures de l'univers.
Le Parc aux étoiles est actuellement géré par la Communauté urbaine Grand Paris Seine & Oise depuis le 1er janvier 2016.
Auparavant, le Parc aux étoiles a connu plusieurs gestionnaires et mode de fonctionnement :
- De 1973 à 1990, l'établissement était englobé dans l'observatoire astronomique des Yvelines ;
- En 1990, l'observatoire fonde une association sœur "le Parc aux étoiles" dont la mission est de promouvoir l'astronomie auprès des publics ;
- En 2006, le Parc aux étoiles (bâtiments & terrains) est transféré à la Communauté d'agglomération des Deux Rives de Seine ;
- En 2014, le transfert complet des activités du Parc aux étoiles est fait à la Communauté d'agglomération des Deux Rives de Seine ;
- En 2016, la Communauté d'agglomération des Deux Rives de Seine fusionne avec les EPCI voisins pour donner naissance à la Communauté urbaine Grand Paris Seine & Oise qui conserve l'établissement au sein de la Direction Culture ;

Le Parc aux étoiles est devenu en 2006 un Centre de culture scientifique, technique et industrielle (CCSTI), le seul dans les Yvelines.